# Ayame Ike
Ayame Ike (von japanisch あやめ池 ‚Schwertlilien-See‘) ist ein See an der Prinz-Harald-Küste des ostantarktischen Königin-Maud-Lands. Auf der Halbinsel Skarvsnes am Ostufer der Lützow-Holm-Bucht liegt er in einer Senke östlich des Hügels Maru Yama.
Japanische Wissenschaftler benannten ihn 2012.